# Grünagger
Grünagger ist ein Weiler, der zur Stadt Lohmar im Rhein-Sieg-Kreis in Nordrhein-Westfalen gehört. 

## Geographie
Grünagger liegt im äußersten Norden des Stadtgebietes von Lohmar. Umliegende Ortschaften und Weiler sind Bombach im Norden, Klein-Bombach und Aggerhütte im Nordosten, Hasenberg und Kulhoven im Osten, Honsbach und Hohnenberg im Südosten, Agger und Naafshäuschen im Süden, Honrath im Südwesten, Jexmühle, Stöcken und Hoven im Westen sowie Breideneichen im Nordwesten.
Sowohl der Jexmühlenbach als auch der Dahlhauser Bach, beides orographisch rechte Nebenflüsse der Agger, fließen durch Grünagger.

## Geschichte
Im Jahre 1885 hatte Grünagger sechs Einwohner, die in einem Einzelhaus lebten.
Bis 1969 gehörte Grünagger zu der bis dahin eigenständigen Gemeinde Wahlscheid.

## Verkehr
- Grünagger liegt an der Bundesstraße 484.
- Der Bahnhof Lohmar-Honrath liegt westlich des Ortes.
- Die Buslinie 557 verbindet den Ort mit Siegburg und Overath. Das Anruf-Sammeltaxi (AST) ergänzt den ÖPNV. Grünagger gehört zum Tarifgebiet des Verkehrsverbund Rhein-Sieg (VRS).[3]